# Armin Bachmann

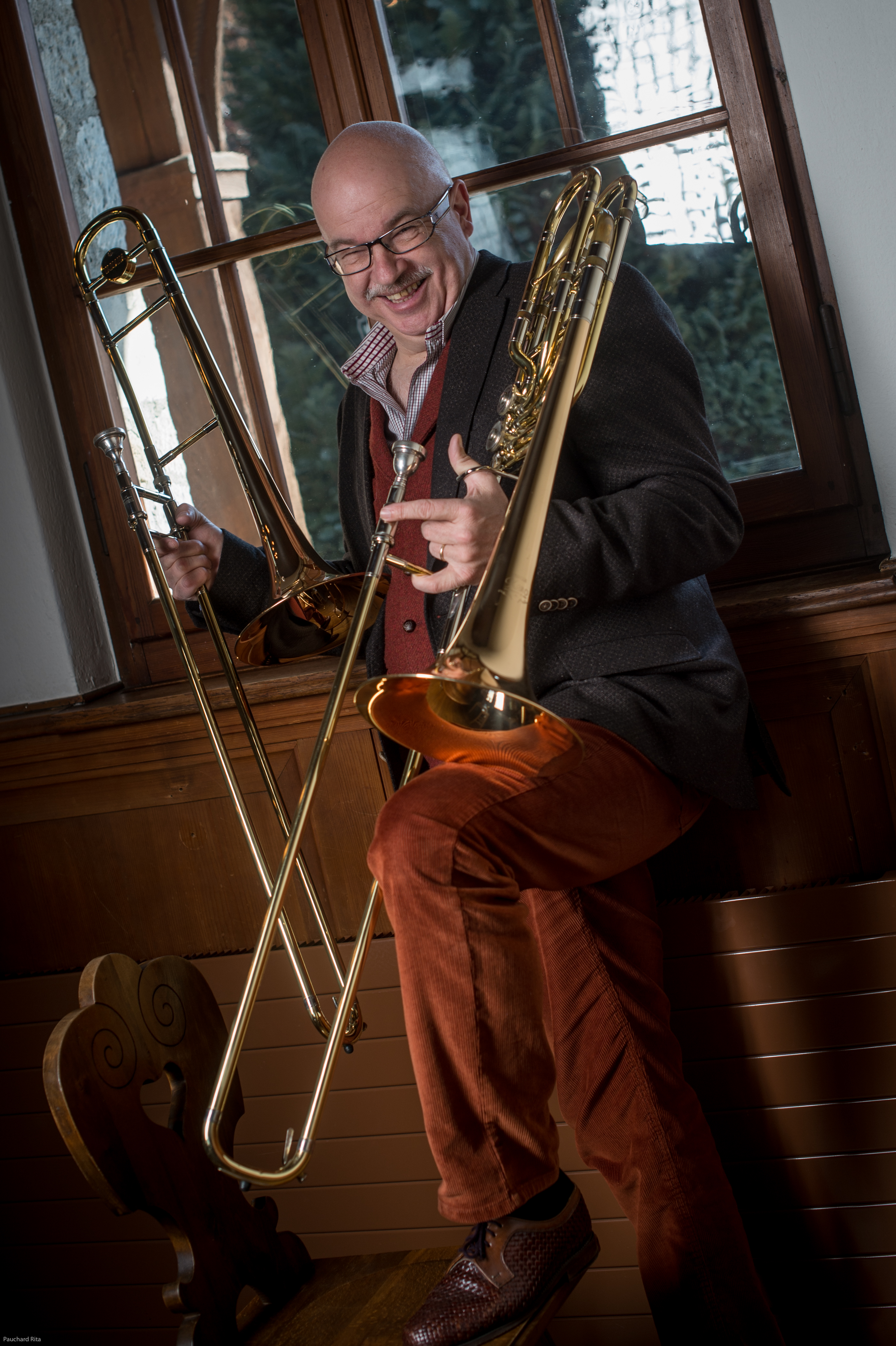

Armin Bachmann (* 20. Dezember 1960 in Hildisrieden) ist ein Schweizer Posaunist. Nach seiner Lehrtätigkeit an mehreren internationalen Instituten widmet er sich vor allem der Konzerttätigkeit als Solist und Kammermusiker.

## Leben
Bachmann erhielt ersten Posaunenunterricht mit 14 Jahren. Er studierte Posaune an der Hochschule für Musik Bern (Lehrdiplom für Tenorposaune) und der Hochschule für Musik Trossingen (Konzertdiplom für Bassposaune) bei Branimir Slokar. Dann studierte er am Konservatorium Luzern das Fach Blasorchesterdirektion bei Albert Benz.
Er wirkte als Posaunist in europäischen Orchestern und war Mitglied zahlreicher Kammermusik-Ensembles. Er ist an mehr als 50 Einspielungen von CDs sowie zahlreichen Uraufführungen zeitgenössischer Werke beteiligt und absolvierte Live-Auftritte bei Radio- und TV-Sendern. Er war Mitglied im Swiss Brass Consort, der Klangwerkstatt Weimar, Ensemble Kontraste Nürnberg und war im Duo unterwegs mit Cora Irsen, Klavier.
Engagiert war er im Slokar Quartet, in dem er von 1983 bis 2019 zusammen mit seinem ehemaligen Lehrer Branimir Slokar international konzertiert. Weitere aktive Kammermusikformationen sind das Trio Cappella zusammen mit Claudia Muff, Akkordeon und Peter Gossweiler, Bass; das Duo Trombonarpa mit Carina Walter, Harfe und das Festival Brass Ensemble. Regelmässig konzertiert er mit Martin Heini, Orgel und Tatjana Fuog, Klavier. Daneben ist er Alphornspieler. Weiter ist er als Dirigent von Brass- und Wind Bands und Sinfonie- und Kammerorchestern tätig.

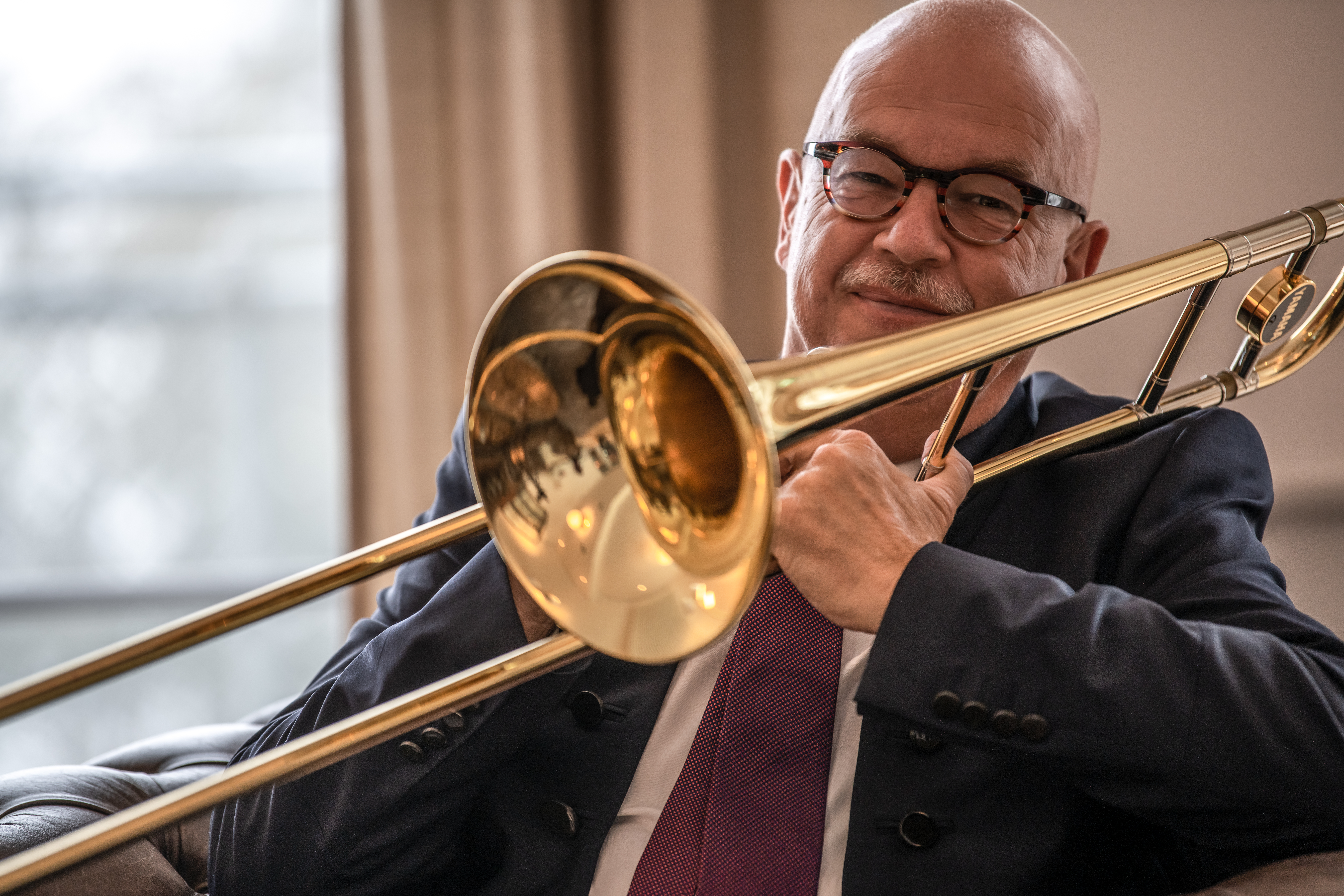
Armin Bachmann, Solist

Bachmann lehrte als Professor an der Hochschule für Musik Franz Liszt Weimar, der Hochschule der Künste Bern und bei Meisterkursen in Tokio, Paris, Manchester, Wien, München, Helsinki, Astana, Beijing, Havanna, Lugano, Brienzwiler, London, Stavanger etc. Zudem war er Leiter der Musikschule Region Burgdorf. Bachmann ist als Juror an unterschiedlichen nationalen und internationalen Wettbewerben aktiv.
Der Kanton Solothurn hat Bachmann den Preis für Musik 2012 verliehen.
Im Herbst 2019 nahm er am Brass@Adler in Schüpfheim teil. Er ist regelmässiger Gast bei den Swiss Trombone Days. 2021 war er Jurypräsident beim internationalen Posaunenwettbewerb im Rahmen der Internationalen Musiktage Grenchen (IMG). Engelsmusikuss ist ein Projekt für Harfe und Posaune und ist initiiert vom Duo Trombonarpa mit Carina Walter und Armin Bachmann. In der Zusammenarbeit mit verschiedenen Komponisten wie z. B. Jean-François Michel und Alexandre Ouzounoff entstehen neue Werke für diese Besetzung. 2025 ist er mit dem Trio Cappella mit der Konzerttour «hei zue» unterwegs. 2025 war er in China Gast beim Tianjin Grand Theatre and 4th Poly Music Festival. 2025 wirket er bei der Uraufführung der Abschieds Suite von Stephan Hodel mit. Bei der niederländischen Yamaha Band Clinic ist er regelmässig Gast.

## Wirken

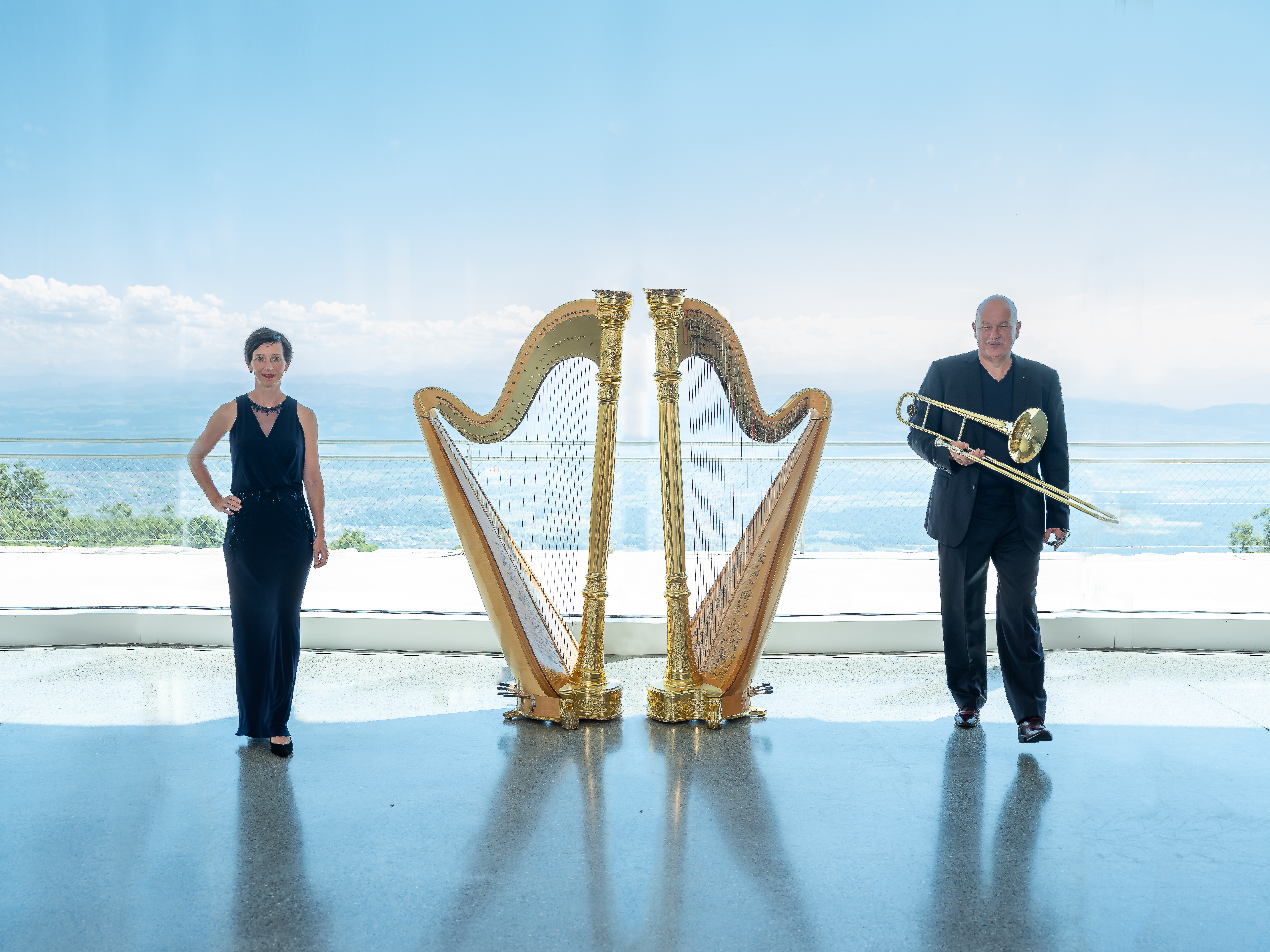
Harfe und Posaune als Engelsmusikuss

### Ensembles
- Duo Trombonarpa (seit 2012)
- Bassposaunist beim Slokar Quartet (seit 1993–2019)
- Soloposaune bei Classic Festival Brass (seit 2015)
- Mitglied beim Trio Cappella (seit 2004)

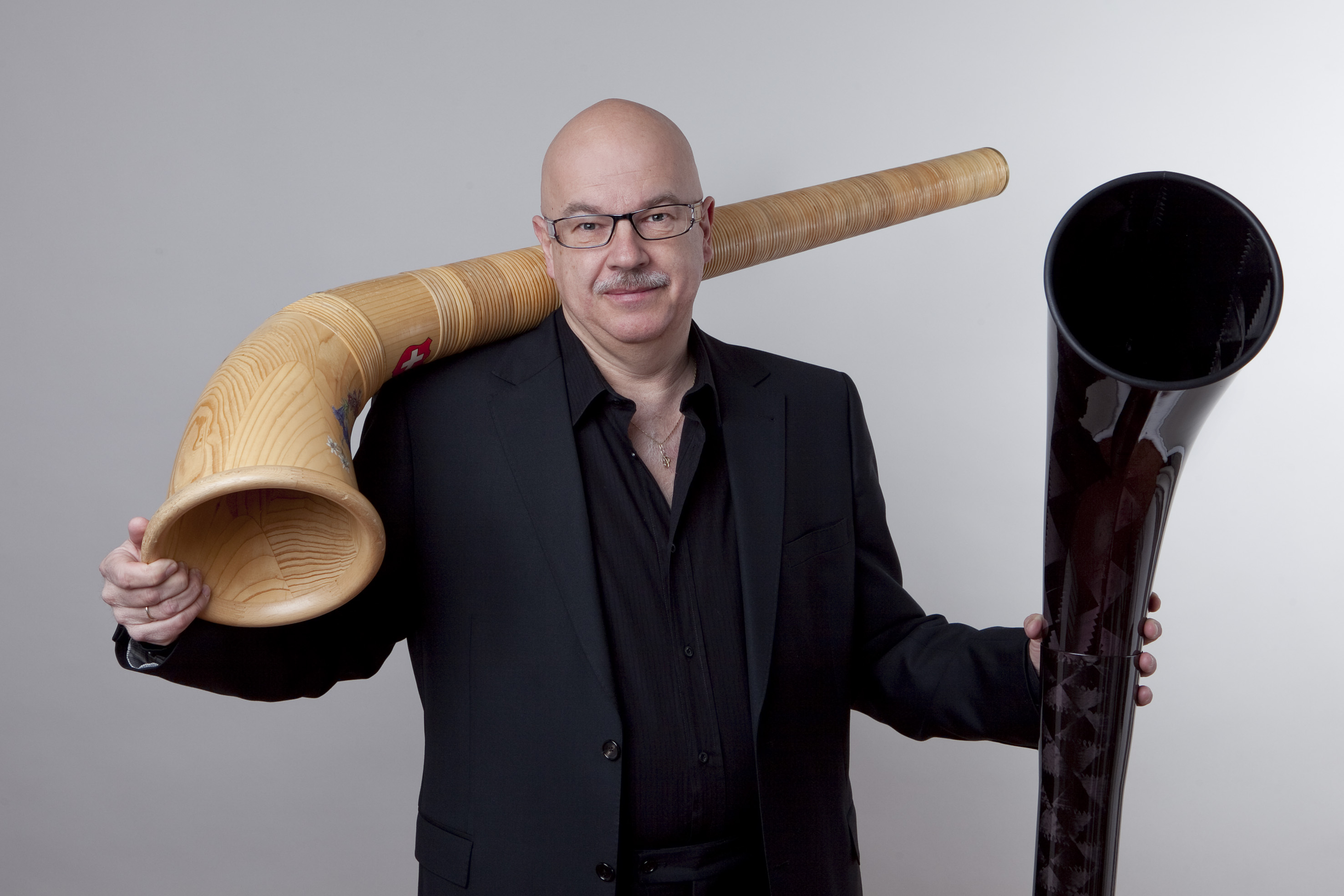

- Yamaha Neo Brass Ensemble (seit 2010)
- Duo mit Martin Heini (Orgel)/Tatjana Fuog (Klavier)
- Soloposaunist bei Swiss Brass Consort (1998–2015)
- Mitglied beim Ensemble Kontraste Nürnberg (1994–2007)

### Lehrtätigkeit
- Meisterkurse in Beijing, Tokio, Paris, Bangkok, Ankara, Havanna, Manchester, Bergen, Helsinki, uvm.
- Dozent an der Hochschule der Künste Bern (1991–1999)
- Dozent an der Hochschule für Musik Trossingen (1989–1991)
- Dozent an der Hochschule für Musik Freiburg (1991–1994)
- Professor für Posaune an der Hochschule für Musik Franz Liszt Weimar (1994–2010)
- Leiter der Musikschule Region Burgdorf (seit 2007–2018)

### Yamaha Artist
Seit 1995 ist Armin Bachmann Yamaha Artist. Er arbeitet vor allem mit Thomas Lubitz und Timo Hänf bei Yamaha an der Entwicklung der Xeno Posaune mit. Zudem ist er als Workshopleiter und Botschafter für Yamaha unterwegs. Er ist Mitglied des internationalen Yamaha Neo Brass Ensembles.

### Dirigent
Er dirigiert regelmässig Projekte von Orchester, Wind- und Brassbands. 2025 leitet er das Oberaargauer Blasmusikcamp OBC und das Jugendblasorchester des Verbandes Berner Jugendmusiken VBJ. Dabei wird er das von ihm initiierte Werk Phönix, komponiert mit KI und realisiert von Daniel Hall, uraufführen. 

## Privates
Er lebt mit seiner Familie in Wolfwil (Solothurn) und Sörenberg (Luzern). 2018 verlor Armin Bachmann in Folge eines Unfalles 2 Finger der linken Hand, er trägt eine Prothese.

## Werke

### Schriften
- Armin Bachmann/Branimir Slokar: Schule für Bassposaune. Verlag Marc Reift
- Branimir Slokar/Armin Bachmann: Schule für Posaune mit Quartventil. Verlag Marc Reift 1994

### Diskographische Hinweise
- Adriana Hölszky Klangwerkstatt Weimar Animato ACD6065 2004[7]
- Armin Bachmann, Cora Irsen Liebestraum Obrasso-Verlag AG 2006[8]
- Allerhand, Trio Cappella 2018
- All yours, Solo-Album 2020, LU Music LC15842
- Fantastic, Marcophon CD892-2